# Karel Peck
Karel Peck (10. května 1904 – ???) byl český a československý politik Komunistické strany Československa a poúnorový poslanec Národního shromáždění ČSR.

## Biografie
Po volbách roku 1948 byl zvolen do Národního shromáždění za KSČ ve volebním kraji Havlíčkův Brod. Mandát nabyl až dodatečně v září 1953 jako náhradník, poté, co rezignoval poslanec Josef Frank (politik). V parlamentu zasedal až do konce funkčního období, tedy do voleb v roce 1954.
Do března 1960 ho KS StB Jihlava evidovala jako držitele propůjčeného bytu, s krycím jménem Peřina.